# Diócesis de Meissen
La diócesis de Meissen o de Meißen (en latín: Dioecesis Misnensis y en alemán: Bistum Meißen) fue una circunscripción eclesiástica de la Iglesia católica en Alemania. Se trataba de una diócesis latina, inmediatamente sujeta a la Santa Sede. Fue suprimida de hecho el 20 de octubre de 1581 al renunciar su último obispo católico. Además de su función episcopal, los obispos de Meissen tenían poder temporal, ya que Meissen era un principado eclesiástico dentro del Sacro Imperio Romano Germánico, el principado episcopal de Meissen.

## Territorio y organización

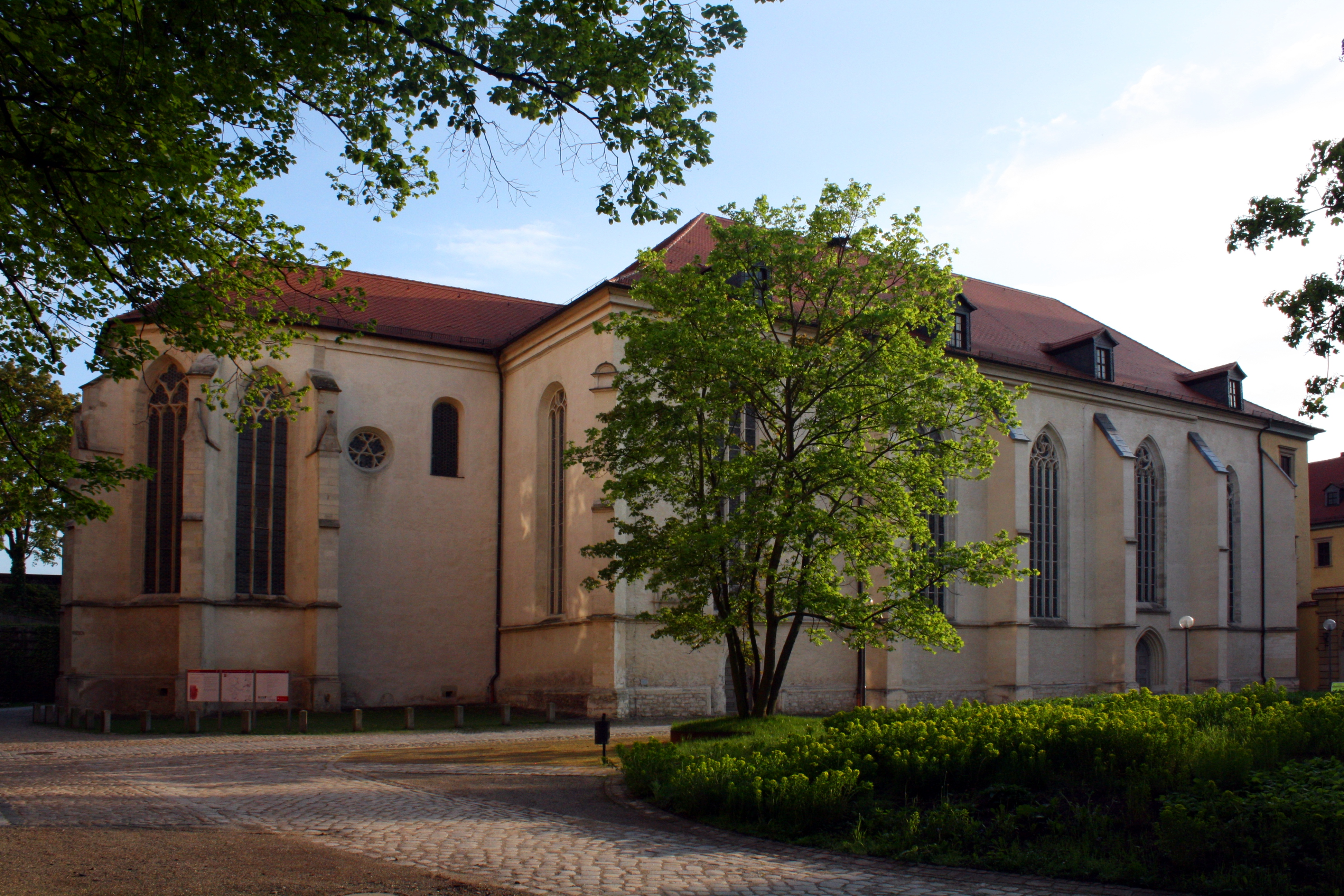
Excatedral de San Pedro y San Pablo, en Zeitz

La diócesis extendía su jurisdicción sobre los fieles católicos de rito latino residentes en parte del actual estado de Sajonia.
La sede de la diócesis se encontraba en la ciudad de Meissen (o Meißen), en donde se halla la Catedral de San Juan y San Donato, que desde 1539 es luterana y hoy pertenece a la Iglesia evangélica luterana de Sajonia, afiliada a la Iglesia evangélica en Alemania. En Bautzen se encontraba la colegiata de San Pedro, que desde 1530 es compartida por las iglesias católica y luterana.

## Historia

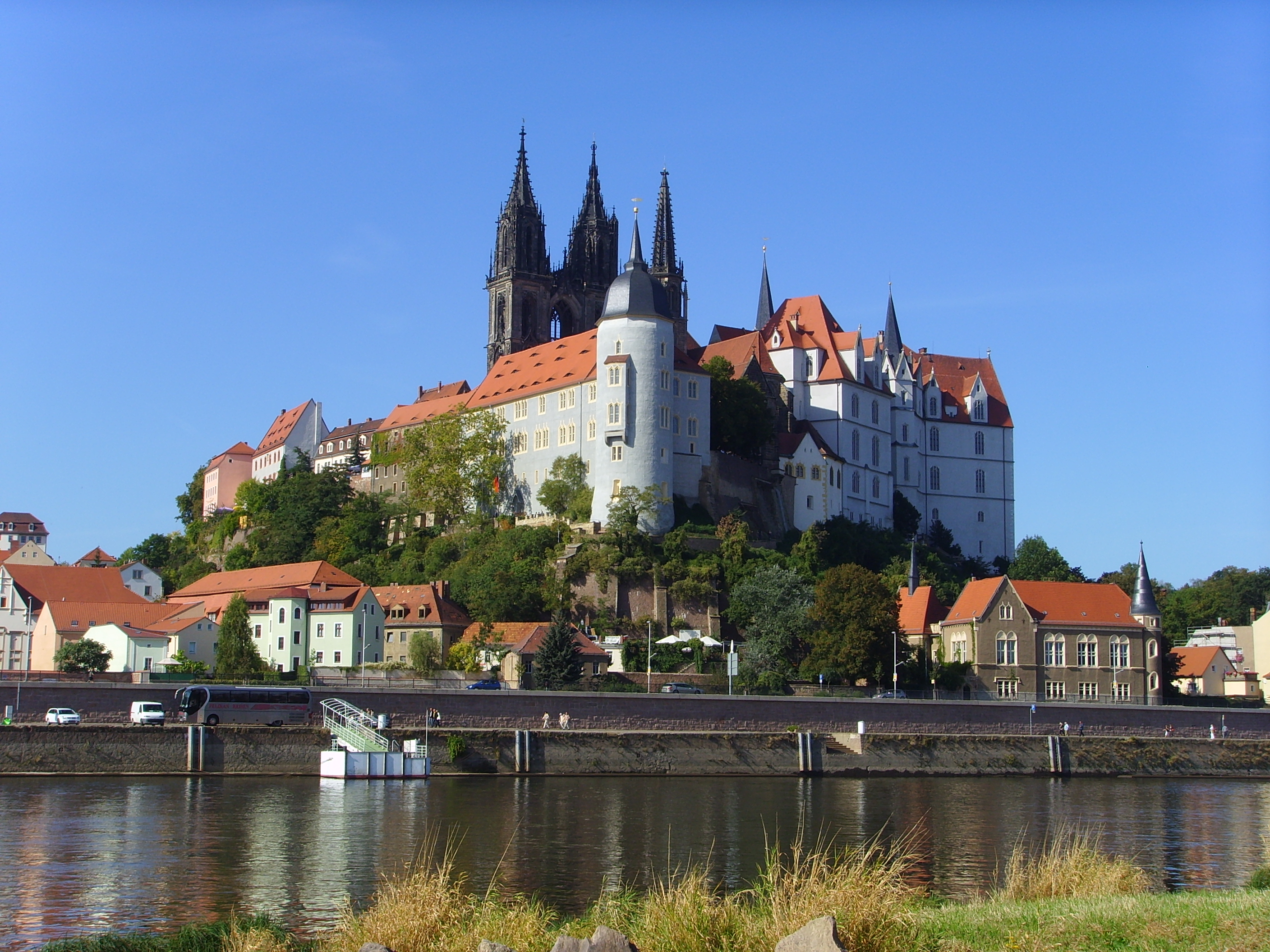
Castillo de Meissen (Albrechtsburg), con las torres de la catedral al fondo

La fundación de la diócesis de Meissen se debe a las peticiones del emperador Otón I, después de haber derrotado definitivamente a los húngaros en la batalla de Lechfeld (10 de agosto de 955), y de su esposa Adelaida. La decisión final la tomó el papa Juan XIII en el sínodo de Ravena en 967, donde también se erigieron al mismo tiempo las diócesis de Merseburgo y Zeitz, que junto con la de Meissen constituían la provincia eclesiástica de la arquidiócesis de Magdeburgo.

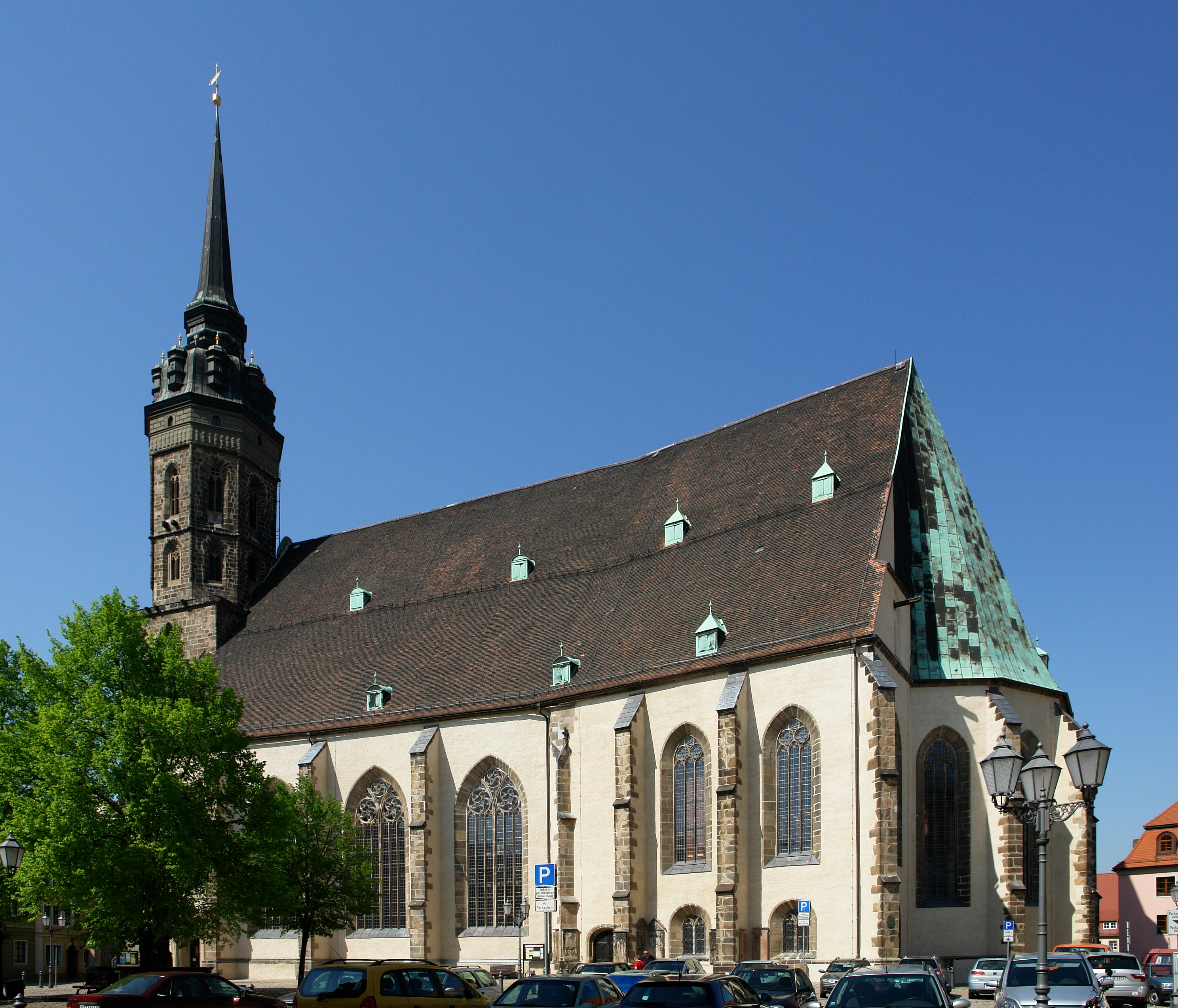
Colegiata de San Pedro, en Bautzen

El primer obispo de Meissen fue el benedictino y capellán del castillo, Burcardo, monje de la abadía de San Emerano de Ratisbona, consagrado por el arzobispo Adalberto de Magdeburgo en el castillo de Meissen. La capilla del castillo se convirtió inicialmente en la modesta catedral de la diócesis.
Al igual que los demás obispados mencionados, Meissen fue fundado por los emperadores otonianos como misión en los países eslavos entre el Elba, el Saale y el Óder. Al mismo tiempo, la diócesis debía servir para consolidar el poder real en los territorios recién conquistados al este del Saale. No fue casualidad que el castillo de Meissen, desde donde gobernaban los margraves reales, también se convirtiera en obispado. La alternancia de cooperación y competencia entre los margraves y los obispos tuvo una influencia decisiva en la historia de la diócesis de Meissen.
En los siglos XII y XIII se fundaron en la diócesis 72 monasterios, sobre todo cistercienses y franciscanos.
Entre las numerosas donaciones que la diócesis había recibido de los reyes y margraves de Sajonia y Alta Lusacia, las propiedades en la zona de Wurzen y en la región de Stolpen-Bischofswerda tenían una importancia excepcional. En estos dos territorios, los obispos y el cabildo catedralicio consiguieron en el siglo XIV consolidar sus numerosos derechos y posesiones y cerrarlos al mundo exterior hasta tal punto que se convirtieron en verdaderos gobernantes territoriales (en el llamado principado episcopal de Meissen). Sin embargo, el estatus de inmediación imperial de los obispos fue siempre negado por los margraves de Meissen. De hecho, los obispos de Meissen sólo en raras ocasiones fueron representados como príncipes imperiales espirituales en las Dietas Imperiales.
En 1399 la diócesis fue declara por el papa Bonifacio IX como inmediatamente sujeta a la Santa Sede, de modo que a partir de entonces ya no era sufragánea de la arquidiócesis de Magdeburgo. Desde la fundación de la diócesis, los obispos residieron en la colina del castillo de Meissen, en su propia casa del castillo junto al castillo del Margrave, y desde principios del siglo XV en el castillo de Stolpen y en Wurzen.
Con la introducción de la Reforma protestante en 1539, comenzando en la catedral, la diócesis perdió gradualmente su territorio diocesano católico. El último obispo en comunión con la Santa Sede fue Johann von Haugwitz, que dimitió en octubre de 1581. Ya en 1559 había confiado el cuidado pastoral de los fieles que seguían siendo católicos a Johann Leisentrit, decano del capítulo colegiado de Bautzen. Von Haugwitz murió en la fe protestante el 26 de mayo de 1595.
En 1567 la Santa Sede reconoció las funciones de Leisentrit e instituyó la prefectura apostólica de Lusacia; la sede del prefecto apostólico era la ciudad de Bautzen, donde se encontraba la Catedral de San Pedro. Centros importantes que permanecieron fieles al catolicismo fueron las dos abadías cistercienses femeninas de Marienthal y Marienstern. La jurisdicción de los prefectos apostólicos se extendía también a las parroquias de Bohemia que habían formado parte de la diócesis de Meissen. Después de la dimisión del último obispo y la elección del elector sajón como administrador y obispo de Sajonia en 1581, la antigua diócesis de Meissen llegó a su fin cuando todo el cabildo de la Catedral de Meissen se volvió luterano ese año. El último preboste católico de Bautzen, Hieronymus von Komerstadt, se convirtió al luteranismo en 1559 y renunció a su cargo en 1567, esto dio lugar a la situación históricamente única de un cabildo catedralicio católico con un preboste protestante, que duró hasta 1921.
El 24 de junio de 1921 la prefectura apostólica fue elevada al rango de diócesis e, incorporando el territorio del suprimido vicariato apostólico de Sajonia, asumió el nombre de diócesis de Meissen, pero el 15 de noviembre de 1979 su nombre fue cambiado a diócesis de Dresde-Meissen.

## Episcopologio

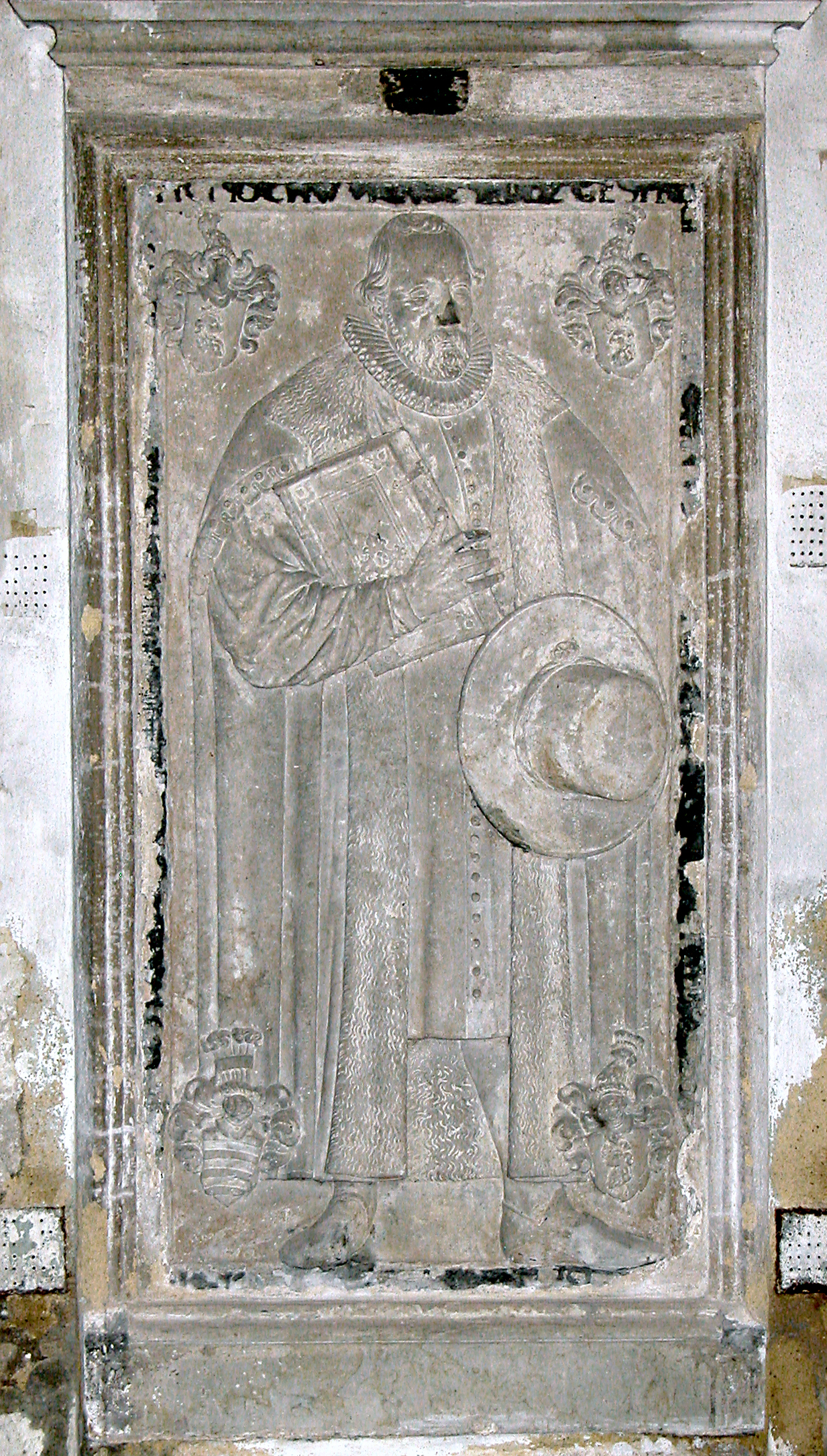
Bajorrelieve de la lápida de tamaño natural del último obispo católico de Meissen, Johann von Haugwitz, en la iglesia de la ciudad de Mügeln

- Burcardo de Meissen, O.S.B. † (25 de diciembre de 968 consagrado-1 de julio de 972 falleció)
- Volkold o Volkrad † (972-23 de agosto de 992 falleció)
- Eido o Ido, Ägidius † (992-20 de diciembre de 1015 falleció)
- Eilward o Agilward, Hildward † (18 de mayo de 1016 consagrado-23 de abril de 1023 falleció)
- Hukbrecht † (1023-5 de abril de 1024 falleció)
- Dietrich † (1024-6 de abril circa 1046 6 de abril circa)
  - Eido o Ido † (1040-1046) (antiobispo)
- Bruno † (2 de julio de 1046-13 de enero de 1064 falleció)
  - Meinward † (1046-1051)
- Reiner o Rainer † (1051-15 de abril de 1066 falleció)
  - Craft o Krafto † (1066-18 de junio de 1066 falleció) (obispo electo)
- San Benno von Woldenburg † (1066-16 de junio de 1106 falleció)
  - Sede vacante (1106-1108)
- Herwig o Hartwig † (30 de mayo de 1108-27 de junio de 1118 falleció)
- Grambert † (1118?-1125?)
- Godebold o Godebald, Gotthold † (1125-31 de agosto de 1140 falleció)
- Reinward † (1140-24 de julio de 1146 falleció)
- Berthold † (1146?-1149?)
- Albrecht † (1149-1152 falleció)
- Gerung † (1152-20 de noviembre de 1170 falleció)
- Martin † (27 de noviembre de 1170-17 de julio de 1190 falleció)
- Dietrich von Kittlitz † (1191-29 de agosto de 1208 falleció)
- Bruno von Porstendorf † (1209-1228 renunció)
- Heinrich † (de diciembre de 1228-24 de junio de 1240 falleció)
- Konrad von Wallhausen † (1240-6 de enero de 1258 falleció)
- Albrecht von Mutzschen † (5 de febrero de 1258-1 de agosto de 1266 falleció)
- Withego von Kamenz o Witticho † (1266-6 de marzo de 1293 falleció)
- Bernhard von Kamenz † (1293-12 de octubre de 1296 falleció)
- Albrecht von Leisnig † (1297-2 de marzo de 1312 falleció)
- Withego von Colditz o Witticho † (5 de abril de 1312-26 de julio de 1342 falleció)
  - Wilhelm † (1312-1314) (antiobispo)
- Johann von Isenburg † (1342-4 de enero de 1370 falleció)
  - Dietrich von Schönberg † (29 de mayo de 1370-1370 falleció) (obispo electo)
- Konrad von Kirchberg-Wallhausen (13 de noviembre de 1370-26 de mayo de 1375 falleció)
  - Dietrich † (1370-1373) (antiobispo)
- Johann von Jenstein † (4 de julio de 1375-19 de marzo de 1379 nombrado arzobispo de Praga)
- Nikolaus Ziegenbock, O.P. † (19 de marzo de 1379-11 de febrero de 1392 falleció)
- Johann von Kittlitz und zu Baruth † (2 de septiembre de 1392-1 de diciembre de 1398 renunció)
- Thimo von Colditz † (12 de diciembre de 1398-26 de diciembre de 1410 falleció)
- Rudolf von der Planitz † (11 de marzo de 1411-23 de mayo de 1427 falleció)
- Johann Hoffmann † (10 de septiembre de 1427-12 de abril de 1451 falleció)
- Caspar von Schönberg † (9 de junio de 1451-31 de mayo de 1463 falleció)
- Dietrich von Schönberg † (18 de agosto de 1463-12 de abril de 1476 falleció)
- Johann von Weißenbach † (19 de junio de 1476-1 de noviembre de 1487 falleció)
- Johann von Saalhausen † (8 de febrero de 1488-10 de abril de 1518 falleció)
- Johann von Schleinitz † (5 de julio de 1518-13 de octubre de 1537 falleció)
- Johann von Maltitz † (13 de octubre de 1537 por sucesión-30 de noviembre de 1549 falleció)
- Nicolaus von Carlowitz o Karlowitz † (14 de julio de 1550-1555 falleció)
- Johann von Haugwitz † (25 de octubre de 1555-20 de octubre de 1581 renunció)
  - Sede suprimida